# Falbalas
Pour le personnage de la bande dessinée, voir Falbala.
Pour plus de détails, voir Fiche technique et Distribution.
Falbalas est un film mélodramatique français de Jacques Becker, réalisé en 1944 et sorti en salle en 1945.

## Synopsis
Micheline, une jeune provinciale d'une famille aisée et bourgeoise, arrive à Paris pour préparer son mariage avec un soyeux lyonnais, Daniel Rousseau. Mais elle tombe amoureuse du meilleur ami de son futur mari, le couturier Philippe Clarence, don Juan impénitent qui la séduit le temps de renouveler son inspiration créatrice, avant de la délaisser assez rapidement pour se consacrer à sa nouvelle collection. Micheline a cru être aimée, aime toujours Clarence, mais bafouée elle va feindre de ne plus l'aimer. Il s'ensuit un marivaudage dangereux. La jeune fille rompt ses fiançailles, annule son mariage, veut repartir à Reims, se laisse à nouveau aller à son amour pour Clarence en lui promettant de partir avec lui puis renonce.  Clarence, tombé fou amoureux de cette femme qui se dérobe, bascule alors dans la démence et se défenestre emportant dans ses bras la robe de mariée de Micheline.

## Fiche technique
- Titre : Falbalas
- Réalisation : Jacques Becker
- Scénario et adaptation : Maurice Aubergé[1], Maurice Griffe et Jacques Becker
- Dialogues : Maurice Aubergé et Jacques Becker
- Assistants réalisateur : Marc Maurette, Claude Boissol et Stellio Lorenzi
- Décors : Max Douy
- Opérateur : Étienne Laroche
- Costumes : Marcel Rochas, pour les robes et Gabrielle, pour les chapeaux
- Coiffures : Alex Archambault
- Photographie : Nicolas Hayer
- Effets spéciaux : Robert Mèze
- Son : Pierre Calvet
- Montage : Marguerite Renoir
- Musique : Jean-Jacques Grünenwald (éditions musicales Salabert) - Orchestre dirigé par Roger Roger
- Production : André Halley des Fontaines
- Sociétés de production : Essor Cinématographique Français
- Tournage du 1er mars au 30 juin 1944, dans les studios Pathé-Cinéma et pour les extérieurs dans le 16e arrondissement de Paris[2]
- Pays :  France
- Format :  Noir et blanc - 1,37:1 - 35 mm - Son mono
- Genre : Mélodrame
- Durée : 110 minutes
- Dates de sortie : 
  - France : 20 juin 1945
- Visa d'exploitation : 240 (délivré le 16/06/1945)

## Distribution
- Raymond Rouleau : Philippe Clarence
- Micheline Presle : Micheline Lafaurie
- Jean Chevrier : Daniel Rousseau
- Gabrielle Dorziat : Solange, assistante de Philippe Clarence[3]
- Jeanne Fusier-Gir : Paulette
- Françoise Lugagne : Anne-Marie
- Christiane Barry : Lucienne
- Jane Marken : Mme Lesurque
- Rosine Luguet : Rosette Lesurque
- Georges Bréhat : Alain Lesurque
- Marc Doelnitz : un cousin Lesurque
- Marcelle Hainia : Juliette
- François Joux : Murier
- Nicolas Amato : Antoine
- Roger Vincent : Roland
- Paul Lluis : le comptable
- Paul Barge : le concierge
- Paulette Langlais : la standardiste
- Florence Brière : une arpète
- Rolande Forest : une arpète
- Ketty Albertini : une arpète
- Eveline Volney : une employée
- Paul Delauzac : un ami
- Roger Marquis : un serveur du restaurant
- Renée Thorel : une spectatrice au défilé
- Marguerite de Morlaye : une spectatrice au défilé
- Hélène Duc : une employée à bicyclette
- Jacques Beauvais
- Yolande Bloin
- Jacqueline Cartier
- Pierre Ferval
- Cécyl Marcyl
- Noëlle Norman
- Célia Cortez